# Catúa
Catúa är en ort i Argentina.   Den ligger i provinsen Jujuy, i den norra delen av landet, 1 500 km nordväst om huvudstaden Buenos Aires. Catúa ligger 3 977 meter över havet och antalet invånare är 368.
Terrängen runt Catúa är kuperad åt nordost, men åt sydväst är den platt. Trakten runt Catúa är nära nog obefolkad, med mindre än två invånare per kvadratkilometer..
Trakten runt Catúa är ofruktbar med lite eller ingen växtlighet.